# Ramón Benito de La Rosa y Carpio
Ramón Benito de La Rosa y Carpio (ur. 19 września 1939 w Higüey) – dominikański duchowny rzymskokatolicki, w latach 2003-2015 arcybiskup Santiago de los Caballeros.

## Życiorys
Święcenia kapłańskie przyjął 23 stycznia 1965. Pracował m.in. jako rektor niższego seminarium w Salvaleón de Higüey, a także jako sekretarz wykonawczy wydziału Rady Biskupów Ameryki Łacińskiej ds. edukacji i katechezy.
2 grudnia 1988 został prekonizowany biskupem pomocniczym Santo Domingo ze stolicą tytularną Cerbali. Sakrę biskupią otrzymał w Watykanie 6 stycznia 1989. Otrzymał także nominację na rektora seminarium archidiecezjalnego.
25 marca 1995 został mianowany biskupem Higüey, a 16 lipca 2003 arcybiskupem Santiago de los Caballeros. Był także przewodniczącym Konferencji Episkopatu Dominikany (2002-2009) oraz sekretarzem generalnym CELAM (2003-2004).
23 lutego 2015 przeszedł na emeryturę.